# Старгород (Львовская область)
Ста́ргород (укр. Старгород) — село в Сокальской городской общине Шептицкого района Львовской области Украины.
Население по переписи 2001 года составляло 144 человека. Занимает площадь 0,552 км². Почтовый индекс — 80010. Телефонный код — 3257. Близ села расположено городище древнерусского Всеволожа.